# Бургундский округ

Округа Священной Римской империи в начале XVI века.
Бургундский округ показан красным цветом.

Бургундский округ (нем. Burgundischer Reichskreis, фр. Cercle de Bourgogne) — административное образование в составе Священной Римской империи. Один из четырёх имперских округов (нем. Reichskreis), образованных в 1512 году в рамках Имперской реформы, основы которой были утверждены общеимперским Вормсским рейхстагом 1495 года и дополнены Аугсбургским рейхстагом в 1500 году.

## Общая характеристика
Бургундский округ включал, главным образом, наследные владения бургундского дома Габсбургов, в западной части Империи, совместно именуемые «герцогство Бургундия» (фр. duché de Bourgogne). Географически округ состоял из двух отдельных частей: графства Бургундия на юге (приблизительно соответствует Франш-Конте, исторической области Франции) и бургундских Нидерландов на севере (соответствует современным Бельгии, Нидерландам, Люксембургу и северным департаментам Франции).
Территория округа со временем значительно сократилась в результате отложения Республики Соединённых провинций (нидерл. Republiek der Zeven Verenigde Nederlanden) в 1581 году, аннексии Францией графства Бургундии в 1678 году и постепенным расширением Французской Фландрии (фр. Flandre française, западнофлам. Frans-Vloandern, нидерл. Frans-Vlaanderen). Оккупация и аннексия оставшихся территорий, осуществлённые революционной Францией в 1790-е годы, довершили распад земель бывшего округа.

## Состав округа и его эволюция

### Начало XVI века
При создании Бургундского округа в 1512 году в него входили следующие государства:
- Герцогство Бургундия (фр. Duché de Bourgogne, нидерл. Hertogdom Bourgondië):
  - Графство Бургундия (фр. Comté de Bourgogne, нидерл. Graafschap Bourgondië);
  - Графство Артуа (фр. Comté d'Artois, нидерл. Graafschap Artesië);
  - Графство Фландрия (фр. Comté de Flandre, нидерл. Graafschap Vlaanderen);
  - владения герцога Брабантского:
    - герцогство Брабант (фр. Duché de Brabant, нидерл. Hertogdom Brabant);
    - герцогство Лимбург (фр. Duché de Limbourg, нидерл. Hertogdom Limburg);
    - Маркграфство Антверпен (фр. Marquisat d’Anvers, нидерл. Markgraafschap Antwerpen);
    - Сеньория Мали́н (Мехлен, фр. Seigneurie de Malines, нидерл. Leenschap Mechelen);

  - Герцогство Люксембург (фр. Duché de Luxembourg, нидерл. Hertogdom Luxemburg);
  - Графство Намюр (фр. Comté de Namur, нидерл. Graafschap Namen);
  - Графство Эно (фр. Comté de Hainaut, нидерл. Graafschap Henegouwen);
  - Графство Голландия (фр. Comté de Hollande, нидерл. Graafschap Holland);
  - Графство Зеландия (фр. Comté de Zélande, нидерл. Graafschap Zeeland; владение графства Голландии);
  - Сеньория Фрисландия (фр. Seigneurie de Frise, нидерл. Leenschap Friesland);
  - город Турне (фр. Tournai, нидерл. Doornik; отложился в 1521 году);
- Графство Дренте (фр. Comté de Drenthe, нидерл. Graafschap Drenthe);
- Графство Горн (фр. Comté de Horn, нидерл. Graafschap Horn);
- Графство Эгмон и Изельштейн (фр. Comté d’Egmond et IJsselstein, нидерл. Graafschap Egmond und IJsselstein);
- Сеньория Берг[нидерл.] (фр. Seigneurie de Bergh, нидерл. Leenschap Bergh).

### 1548 год
В 1548 году на Аугсбургском рейхстаге император Карл V предоставил Бургундскому округу статус единого нераздельного комплекса земель в составе 17 провинций под защитой Священной Римской империи, освободив от уплаты налогов на содержание центральной власти империи. Округ стал таким образом полунезависимым. При этом Бургундскому округу были переданы следующие земли, ранее входившие в состав Вестфальского (Нижнерейнского) округа:
- герцогство Гельдерн (фр. Duché de Gueldre, нидерл. Hertogdom Gelre) включая графство Zutphen (фр. Comté de Zutphen, нидерл. Graafschap Zutphen);
- Сеньория Гронинген (фр. Seigneurie de Groningue, нидерл. Leenschap Groningen);
- Сеньория Оверэйссел (фр. Seigneurie d'Overijssel, нидерл. Leenschap Overijssel);
- Сеньория Утрехт (фр. Seigneurie d'Utrecht, нидерл. Leenschap Utrecht);

Кроме того, в округ вошла сеньория Йевер (фр. Seigneurie de Jever, нидерл. Leenschap Jever), впоследствии (в 1588 году) вышедшая из состава округа.

### Независимые Соединённые провинции
Конфликты между Филиппом II Испании и нидерландскими землями привели в 1568 году к Восьмидесятилетней войне.
Семь северных провинций Испанских Нидерландов в 1581 году объявили о своей независимости под названием «Республика Соединённых провинций» (Республика Семи Объединённых нижних земель; нидерл. Republiek der Zeven Verenigde Nederlanden). В их число вошли:
- Сеньория Гронинген (фр. Seigneurie de Groningue, нидерл. Leenschap Groningen);
- Сеньория Фрисландия (фр. Seigneurie de Frise, нидерл. Leenschap Friesland);
- Сеньория Оверэйссел (фр. Seigneurie d'Overijssel, нидерл. Leenschap Overijssel);
- три четверти герцогства Гельдерн (фр. Duché de Gueldre, нидерл. Hertogdom Gelre) и полностью графство Zutphen (фр. Comté de Zutphen, нидерл. Graafschap Zutphen);
- Сеньория Утрехт (фр. Seigneurie d'Utrecht, нидерл. Leenschap Utrecht);
- Графство Голландия (фр. Comté de Hollande, нидерл. Graafschap Holland);
- Графство Зеландия (фр. Comté de Zélande, нидерл. Graafschap Zeeland;

Провинции вышли как из состава Бургундского округа, так и из Священной Римской империи. Власть Испании над провинциями Южных Нидерландов сохранилась.

### Французская аннексия
- По Пиренейскому миру, подписанному 7 ноября 1659 года на острове Фазанов на границе с Францией, Испания уступила французскому королю Людовику XIV графство Артуа и ряд прилегающих к нему территорий Франш-Конте на севере.
- По Первому Аахенскому миру, заключённому 2 мая 1668 года по окончании деволюционной войны, которую в 1667 начал против Испании король Людовик XIV, Франция сохранила за собой 11 городов, занятых ею в Испанских Нидерландах, в том числе Дуэ и Лилль), но возвратила Испании Франш-Конте.
- По Нимвегенскиму мирным договорам (11 августа 1678 года — между Францией и Республикой Соединённых Провинций, и 17 сентября 1678 года — между Францией и Испанией) Франции, помимо пограничных испанских земель, было — в порядке ревизии Первого аахенского договора — вновь передано графство Франш-Конте. Было также проведено выпрямления границ во Фландрии. Все территории, занятые французами в Республике Соединённых Провинций, были ей возвращены в обмен на гарантии нейтральности по отношению к Франции и Швеции.

По общему итогу этих трёх аннексий Бургундский округ (и Священная Римская империя) утратили Артуа, Франш-Конте часть Фландрии и Эно.
По Утрехтскому миру (подписан в Утрехте в апреле и июле 1713 года между Францией и Испанией, с одной стороны, и Великобританией, Голландской республикой, Священной Римской империей, Португалией и Савойей с другой), а также по Раштадтскому миру (подписан 7 марта 1714 года в дополнение к Утрехтскому), Испания должна была уступить Австрии, помимо прочего, всю оставшуюся часть Испанских Нидерландов. С этого момента применительно к этой части южных Нидерландов начинает прилагаться новое название — Австрийские Нидерланды (фр. Pays-Bas autrichiens, нидерл. Oostenrijkse Nederlanden, нем. Österreichische Niederlande).

### Конец XVIII века
К концу XVIII века, Бургундский округ состоял из Мехелена, Люксембурга, Гелдерланда, Эно, Фландрии, Турне, Намюра, Брабанта, Антверпена и Лимбурга, значительно сократив свою территорию по сравнению с моментом его создания в 1512 году.
В 1797 году, после подписания договора в Кампо-Форми, область была присоединена к Франции.
Кампо-Формийский мир между Французской республикой и Австрийской монархией, подписанный 17 октября 1797 года в Пассериано (Италия) генералом Наполеоном Бонапартом и графом Кобенцлем, поставил последнюю точку в истории Бургундского округа: все оставшиеся его территории были присоединены к Франции.